# ファデル・シャナ
ファデル・シャナ（فضل شناعة / Fadel Shana'a、1984年3月27日 - 2008年4月16日）はパレスチナのジャーナリスト。ロイターのカメラマン。パレスチナ人。
2008年4月16日、パレスチナのガザ地区で取材中にイスラエル国防軍の戦車から発射されたフレシェット弾により殺害された。
シャナが殺害時に撮影していた映像には、戦車の砲撃と引き上げようとしている取材クルー目がけて飛んでくる砲弾が撮影されている 。事件を受けて、ロイターの社長デイビット・シュレジンガーは、イスラエル政府に調査を要求した。ヒューマン・ライツ・ウォッチの中東局長は「イスラエル兵達は砲撃前に標的が軍事目標であるかを確認をしなかった。さらに、イスラエル兵がジャーナリストを明らかに狙った証拠がある。」と述べた。また、ガザ地区のアルメザン人権センターは意図的な戦争犯罪であると非難した。イスラエル政府は、「イスラエル軍はテロ組織と異なり、市民を意図的に狙った訳ではなく、このような事件を避けようとしていたと強調したい。抗議報道は嘘でありミスリードしている。」と声明を発表した 。8月13日には、イスラエル軍はシャナを殺害した戦車兵達を懲戒することもなく、ロイターカメラマン・ファデル・シャナの死因究明調査を終了した。